# توماس شوبير
توماس شوبير (بالألمانية: Thomas Schubert ) (و. 1993 – م) هو ممثل من النمسا . ولد في فيينا.

## روابط خارجية
- توماس شوبير على موقع IMDb (الإنجليزية)
- توماس شوبير على موقع مونزينجر (الألمانية)
- توماس شوبير على موقع ألو سيني (الفرنسية)
- توماس شوبير على موقع أول موفي (الإنجليزية)
- توماس شوبير على موقع قاعدة بيانات الفيلم (الإنجليزية)
- توماس شوبير على موقع كينوبويسك (الروسية)